# 丘布特龍屬
丘布特龍屬（意為「丘布特省的蜥蜴」）是泰坦巨龍類恐龍的一屬，生活於白堊紀早期的南美洲。模式種是C. insignis，由Del Corro於1975年所描述、命名的。牠的化石包括部份的四肢骨頭及頸椎，是於阿根廷的丘布特省中發現，並以此命名。化石發現地屬於Cerro Barcino地層，地質年代約1億1000萬年前，相當於阿爾比階。丘布特龍被估計身長達23米，是植食性的恐龍。丘布特龍的體型比毒癮龍粗壯

## 外部連結
- http://www.dinoruss.com/de_4/5a6d043.htmArchive.today的存檔，存档日期2006-03-17
- Chubutisaurus in The Natural History Museum's Dino Directory
- 恐龍博物館——丘布特龍